# Nipponacmea teramachii
Nipponacmea teramachii is een slakkensoort uit de familie van de Lottiidae. De wetenschappelijke naam van de soort is voor het eerst geldig gepubliceerd in 1961 door Kira.